# Abadeh
Abadeh este un oraș din Iran.